# Qualificació per la Fórmula 1
Les proves de qualificació/classificació per disputar una cursa de Fórmula 1 es disputen el dissabte anterior a la disputa del Gran Premi (GP) i en defineixen la graella de sortida.
La qualificació pròpiament dita es divideix en tres parts:
- La Q1, on els pilots han de fer voltes al circuit durant 15 minuts, i on els set pilots que han fet les set voltes més lentes són eliminats i no poden disputar les següents tandes de classificació.
- La Q2, on els pilots tenen 10 minuts per intentar fer el seu millor registre i passar a l'última tanda de classificació. També queden eliminats els set pitjors temps.
- La Q3, on els 10 pilots que han obtingut els millors temps de les tandes anteriors es disputen en 10 minuts les 10 primeres posicions de la graella de sortida del Gran Premi de Fórmula 1 que es disputa el diumenge.

Els pilots comencen la cursa en les posicions que defineixen els temps registrats a la Q3, després a la Q2 (pos. de l'onzena a la dissetena) i els últims (de la 18a a la 24a) segons els temps trets a la Q1.